# Węgorzokształtne
Węgorzokształtne (Anguilliformes), niedopłetwe, gardzielcokształtne, sakkofaryngokształtne (Apodes) – rząd ryb promieniopłetwych obejmujący ryby morskie i dwuśrodowiskowe, o silnie wydłużonym ciele, m.in. węgorze, kongery i mureny. Jest to najliczniejszy w gatunki rząd ryb z nadrzędu elopsopodobnych. W zapisie kopalnym są znane od środkowej kredy.

## Występowanie
Morskie wody tropikalne i subtropikalne, tylko węgorzowate (Anguillidae) regularnie wpływają do wód śródlądowych (ryby katadromiczne). W Polsce występuje węgorz europejski.

## Cechy morfologiczne
Węgorzokształtne: ciało bardzo długie, obłe, wężowatego kształtu, w części ogonowej bocznie spłaszczone, przystosowane do przebywania w otworach, norach i szczelinach. U większości gatunków jest nagie, u pozostałych pokryte drobną łuską cykloidalną osadzoną głęboko w skórze. Nieduża głowa zakończona jest rozciągliwą paszczą z drobnymi, ostrymi zębami. Płetwa grzbietowa i odbytowa są połączone z płetwą ogonową, u form współcześnie żyjących brak płetw brzusznych (u kopalnych występowały bardzo małe), a u niektórych również piersiowych (Heterenchelyidae). W płetwach nie występują promienie cierniste. Szczeliny skrzelowe są wąskie. Brak skrzelowych wyrostków filtracyjnych. Pęcherz pławny otwarty do przełyku. Liczba kręgów dochodzi do 260. Brak wielu kości występujących u innych doskonałokostnych. Skóra jest gruba, obficie wydziela śluz. 
Gardzielokształtne: Ciało wydłużone, zwężające się ku ogonowi, zakończone długim biczem, o długości od kilku centymetrów (Monognathidae) do 2 metrów (Saccopharyngidae). Skóra bez łusek. Bardzo szeroka gardziel powstała w wyniku wydłużenia kości gnykowo-żuchwowych i kwadratowej. Brak płetw brzusznych, płetwa ogonowa zredukowana lub nie występuje. Wzdłuż płetwy grzbietowej występują narządy świetlne. Rozciągliwy żołądek. Wyraźna linia boczna. Brak pokryw skrzelowych, żeber i pęcherza pławnego. Larwa typu leptocephalus. Gardzielcokształtne żywią się rybami i dużymi skorupiakami.

## Biologia i ekologia
Większość gatunków prowadzi drapieżny, głównie nocny tryb życia, niektóre murenowate są jadowite. Żywią się praktycznie wszystkimi zwierzętami, które zdołają połknąć. Główny ich pokarm stanowią mniejsze ryby i skorupiaki.
Na okres rozrodu węgorzokształtne oddalają się od brzegów. Tarło większości gatunków odbywa się nad głębiami morskimi. Larwa typu leptocefal, u większości gatunków osiąga do 20 cm, a u nielicznych – do 50 cm  długości. Unoszona jest w toni. Większość młodych wraca w stronę brzegów.

## Klasyfikacja

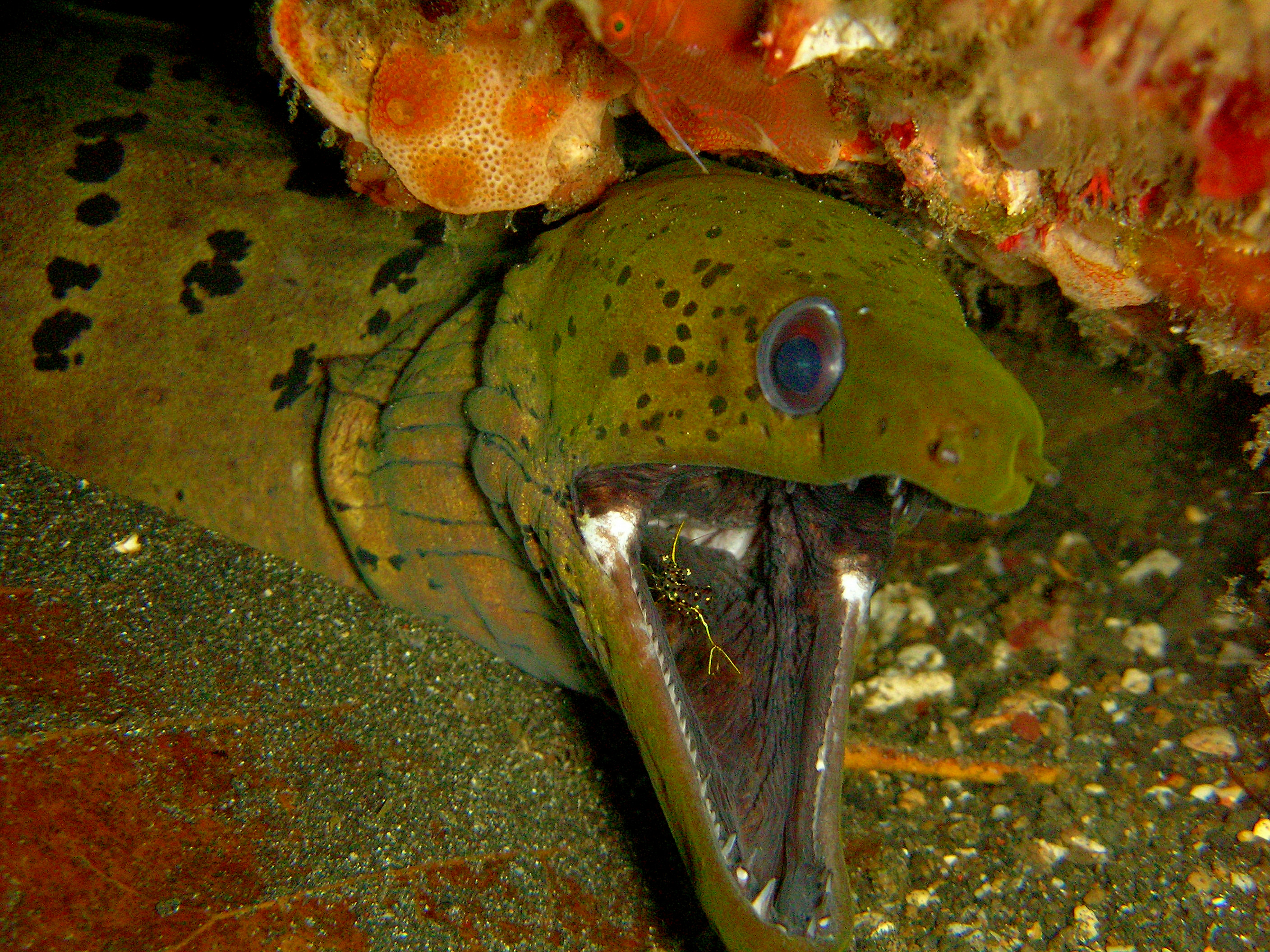
Murena z pancerzowcem czyszczącym jej zęby

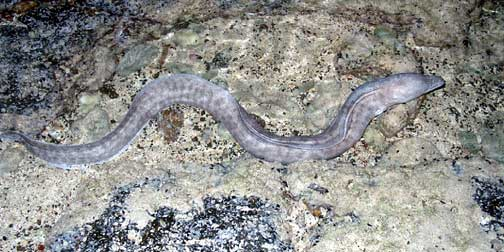
Konger wschodni (Conger cinereus)

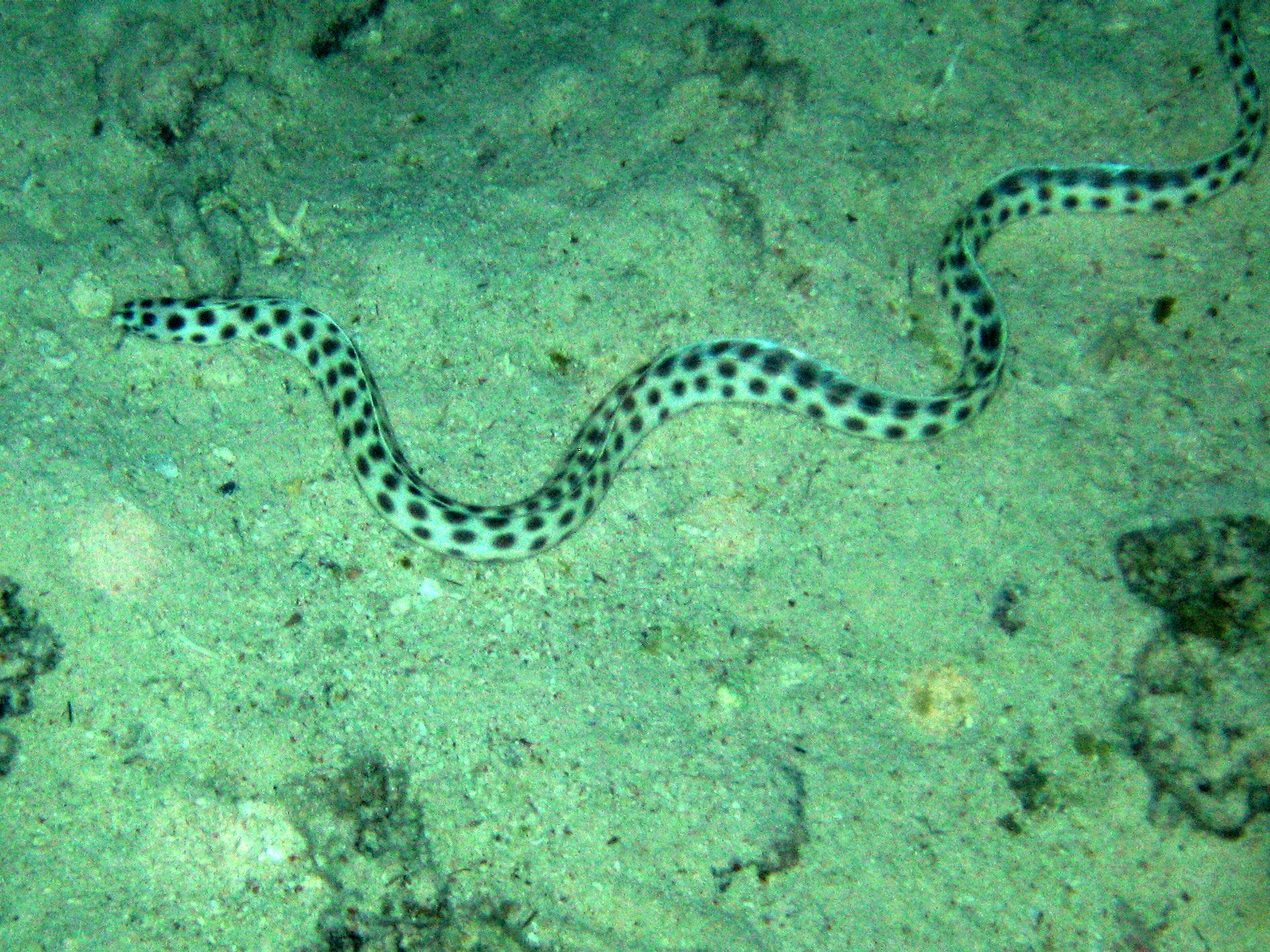
Myrichthys maculosus

Do węgorzokształtnych według najnowszej wersji Eschmeyer's Catalog of Fishes (11 maja 2024) włączono również rząd gardzielokształtnych (Saccopharyngiformes) (na podstawie analiz morfologicznych i molekularnych); w takim ujęciu do rzędu zaliczane są następujące występujące współcześnie rodziny (kolejność filogenetyczna):
- Chlopsidae Rafinesque, 1815
- Protanguillidae Johnson, Ida & Miya, 2012 – jedynym przedstawicielem jest Protanguilla palau Johnson, Ida & Sakaue, 2012
- Synaphobranchidae Johnson, 1862
- Moringuidae Gill, 1885 – szpagietkowate[6]
- Anguillidae Rafinesque, 1810 – węgorzowate[11]
- Nemichthyidae Kaup, 1859 – nitkodziobcowate[12]
- Serrivomeridae Trewavas, 1932
- Cyematidae Regan, 1912 – jedynym przedstawicielem jest Cyema atrum Günther, 1878
- Monognathidae Trewavas, 1937
- Neocyematidae Poulsen, Miller, Sado, Hanel, Tsukamoto & Miya, 2018 – jedynym przedstawicielem jest Neocyema erythrosoma Castle, 1978
- Eurypharyngidae Gill, 1883 – połykaczowate – jedynym przedstawicielem jest Eurypharynx pelecanoides Vaillant, 1882 – połykacz
- Saccopharyngidae Bleeker, 1859 – gardzielcowate
- Heterenchelyidae Regan, 1912
- Myrocongridae Gill, 1890
- Muraenidae Rafinesque, 1815 – murenowate[13]
- Colocongridae Smith, 1976
- Derichthyidae Gill, 1884
- Ophichthidae Günther, 1870 – żmijakowate[6]
- Muraenesocidae Kaup, 1859 – murenoszczukowate[6]
- Nettastomatidae Kaup, 1859
- Congridae Kaup, 1856 – kongerowate[1]

Analizy morfologiczne i molekularne przeprowadzone na przełomie XX i XXI wieku sugerują zaliczenie do węgorzokształtnych rodzin zaliczanych do  gardzielcokształtnych.
Opisano również rodziny wymarłe:
- Anguillavidae Hay, 1903
- Georgidentidae Sytchevskaya & Prokoﬁev, 2004
- Libanechelyidae Taverne, 2004
- Milananguillidae Blot, 1978
- Urenchelyidae Jordan, 1905
- Anguilloididae Blot, 1978
- Patavichthyidae Blot, 1981
- Proteomyridae Blot, 1981
- Paranguillidae Blot, 1981
- Nardoechelyidae Taverne & Capasso, 2014